# Оставление Парги
Оставление Парги (греч.  Φυγή της Πάργας) — эпизод греческой истории начала XIX века. Является значительным событием в коллективной памяти греческого народа. Является также темой множества произведений ряда европейских поэтов и художников XIX и XX веков.

## Предыстория
Городок Парга, на побережье Эпира, был известен ещё с греческой древности под именем Парагирос (Παράγειρος).
Птолемей и Плутарх упоминали его также под именем Торини (Τορύνη).
В средние века, в ходе Четвёртого крестового похода Парга пала в руки норман.
Число жителей города резко выросло с 1370 года, за счёт притока жителей прилегающих районов, искавших убежище от налётов албанских племён.
В 1387 году Иоанн VI Кантакузин упоминает Паргу, как один из основных городов Эпира.
При содействии норман, жители завершили к 1401 году строительство крепости.
В том же году норманы передали город венецианцам.
Находясь в составе Венецианской республики, город отбил множество налётов пиратов и избежал османского порабощения.
Город стал значительным транзитным торговым центром. Экономика основывалась на производстве оливкового масла. Автономия, предоставленная венецианцами жителям, способствовала развитию греческого образования.
Пожаревацкий мир, заключённый в 1718 году между Австрией и Венецией с одной стороны и османами с другой, завершивший Австро-турецкую и Турецко-венецианскую войны предусматривал, среди прочего, что Венеция уступала османам завоёванные ею в 1715 году области Пелопоннеса, но сохраняла за собой некоторые крепости в Греции, а также Ионические острова.
Парга был среди городов-крепостей оставшихся под венецианским контролем.

## Анклав Парги в геополитике конца XVIII начала XIX веков
На протяжении XVIII века Парга, будучи торговым транзитным центром, была источником снабжения сулиотов в их войнах против осман. История Парги в этот период настолько связана с войнами сулиотов, что Христофор Перревос дал своему труду, изданному в 1815 году, название «История Сули и Парги»:A-279
В 1788 году пашой Янин был Али. Столкновения с сулиотами стали более интенсивными. Причиной была русско-турецкая война (1787—1792), в начале которой, в Сули прибыл посланник императрицы России Екатерины Великой, с задачей подтолкнуть сулиотов к отвлекающим военным действиям. В результате, в марте 1789 года, сулиоты заявили Екатерине, в своём ответном письме, что готовы воевать против осман

Получив эту информацию, Али-паша выступил против Сули весной 1789 года:A-324
Эта и все последующие попытки Али покорить сулиотов были безуспешны.
Между тем геополитическая обстановка в регионе изменилась. После Итальянской кампании 1796 года, Наполеон I установил контроль над Венецией и с 1797 года Ионические острова перешли под контроль французов.
Вместе с островами, под их контроль перешли прибрежные анклавы Эпира Вутрото, Парга, Превеза и Воница. После того как Наполеон I предпринял поход в Египет и французы потерпели поражение на море (Битва при Абукире (1798)), Али, проявив в очередной раз своё коварство, взял в плен французского генерала Rose и захватил Вутрото и Превезу. В последней он учинил резню, как греческого населения города, так и французских пленных:331.
В 1798—1800 годах российский император Павел I оказал поддержку действиям антифранцузской коалиции в Средиземном море. Командующим российскими флотом в Средиземном море был назначен Ф. Ф. Ушаков. Ушаков проявил себя не только как флотоводец, но и как искусный политик, создав греческую Республику Семи Островов, под протекторатом России.
Константинопольским соглашением от 21 марта 1800 года Россия уступала Паргу османам, вместе с другими анклавами на материке.
Но паргиоты не пустили Али в город, успешно отбили все его атаки и требовали включения их в Республику Семи Островов.
Али был вынужден ограничиться постройкой крепости на позиции Антуса, выше Парги, чтобы контролировать город и постоянно угрожать ему. Воспользовавшись обострением русско-турецких отношений, Али попытался вновь взять Сули приступом в 1803 году. Не сумев одолеть сулиотов, Али приступил к блокаде. Голод стал самым страшным врагом сулиотов. Совершив отчаянную ночную вылазку, 500 мужчин и 170 женщин дошли до Парги, нагрузились продовольствием и вернулись с боем в Сули. Через 18 месяцев с начала осады и потеряв 4 тысячи солдат:333 Али бежал, поручив своему сыну, Вели, заключить соглашение с сулиотами, лишь бы ушли. Вели пришёл к соглашению с сулиотами. 13 декабря 1803 года Дзавелас, Фотос повёл колонну сулиотов из Сули в Паргу, откуда сулиоты переправились на находившуюся под российским контролем Керкиру.
По условиям Тильзитского мира 1807 года, российские войска ушли с Ионических островов и вновь передали острова под контроль Франции.

## Британская сделка
В ходе наполеоновских войн, с 1810 по 1814 год, и начиная с острова Закинф, Британия стала устанавливать контроль над Ионическими островами. Англичане, следуя предыдущим примерам французов и русских, организовывали на островах греческие легионы, один из которых оказал им содействие в занятии Парги в 1812 году. При этом, сами жители Парги с радостью приветствовали прибытие англо-греческих сил, опасаясь что иначе город мог бы быть занят Али-пашой.
После окончательного поражения Наполеона при Ватерлоо и по условиям Парижского договора 1815 года, Ионические острова и анклав Парги официально перешли под британский контроль.
Под контролем англичан была создана Ионическая республика.
Через 3 месяца после подписания Парижского договора и уступая турецким протестам, англичане приступили к разоружению греческих легионов. В результате Теодорос Колокотронис, один из будущих лидеров Греческой революции, заявил: «Я понял наконец, что мы должны делать впредь, не надеясь ни на какую помощь иностранных сил».
В обмен на признание британского протектората над Ионическими островами, англичане вели переговоры с Али Пашой о продаже Парги османам, завершившиеся соглашением в Янина 17 мая 1817 года. Сумма сделки достигла 150 000 фунтов стерлингов. Али-паша Тепеленский не располагал этой суммой и чтобы собрать деньги, был вынужден запросить взнос населения своего пашалыка

Х. Перревос писал: «Эта нация, кичившаяся своей цивилизацией, правом, либерализмом и конституцией, предала, к удивлению всего мира, 4 тысячи душ, которые на протяжении 4-х веков оставались свободными. И передала их в руки кого! В когти кровожадного Али, который годами жаждал их крови. Подобную безжалостность и человеконенавистничество тяжело сыскать в истории, даже среди варварских и диких народов».
Британский губернатор Ионических островов Томас Метланд (Thomas Maitland) получил наконец в начале 1819 года «в мешках 620 000 талеров и 20 000 рупий».
Греческий историк Яннис Кордатос пишет, что кроме коммерческой стороны сделки, в политических расчётах англичан основной целью было держать под контролем Али-пашу, в противовес возможных аналогичных попыток России.
Преданые англичанами, жители Парги не ожидали ни от кого поддержки.
В Великую пятницу 15 апреля 1819 года, жители Парги выкопали с кладбища кости своих близких и предков и сожгли их на площади.
Собрав пепел в мешки, жители погрузили их на корабли. Каждая семья взяла с собой также по маленькому мешку родной земли и камней очага. Примечательно, что перевозка церковной и семейной утвари была запрещена англичанами. Всё население покинуло город и переправилось на Керкиру.
Следует отметить что Парга пала в османские руки через 366 лет после падения Константинополя и за 2 года до начала Освободительной войны Греции.
Греческий историк Д.Фотиадис писал:

 Много невзгод познало наше Отечество, по причине смертельной дружбы англичан. Этот эпизод, который живёт по сегодняшний день в коллективном сознании нашей нации, потряс тогда всех порабощённых греков.—  .
Эти настроения отражает народная песня тех лет:340:
Парга, турки кружат вокруг тебя,
Боя не жди, будет измена
Не побеждала визиря орда
Бежали турки зайцами от твоего ружья
………………………………
Христа предали за сребреники,
За сребреники продали и тебя

## Отзвуки события
Либеральная и христианская Европа была потрясена событием и возмущалась британской политикой.
Американский миссионер Хьюз писал, что «при упоминании о продаже Парги, румянец стыда должен выступать на щеках каждого англичанина».
В коллективной памяти греческого народа остался не только и не столько тот факт, что «англичане продали туркам неприступную крепость», сколько тот факт, как упоминается в той же народной песне, что «паргиотов продали как коз, как коров» (Τους Παργινούς επούλησαν σα γίδια, σα γελάδια).
Событие вызвало огромный резонанс в кругах европейской интеллигенции.
К Парге и её беженцам неоднократно обращались европейские поэты писатели и художники. Итальянский поэт Джованни Берше написал в 1820 году поэму «Беглецы из Парги» («I Profughi di Parga»). Через 10 лет в 1830 году художник Франческо Айец написал картину «Беглецы из Парги». Противостояние Парги и Али-паши упоминает Александра Дюма в романе Граф Монте-Кристо. Джованни Берше вновь вернулся к теме Парги в 1848 году.
К событию обращались впоследствии как греческие поэты, такие как Андреас Калвос, так и художники, такие как Дионисий Цокос. Даже современный английский писатель Луи де Берньер в романе «Мандолина капитана Корелли» не преминул упомянуть, что «всеобщая горечь греков по отношению к британцам возникла оттого, что те бесстыдно продали Паргу Али-паше».